# Stoilești
Stoilești è un comune della Romania di 4 243 abitanti, ubicato nel distretto di Vâlcea, nella regione storica della Muntenia.